# Lötkolben
Der Lötkolben ist ein Gerät, um Bauteile in Handarbeit durch Löten zu verbinden.

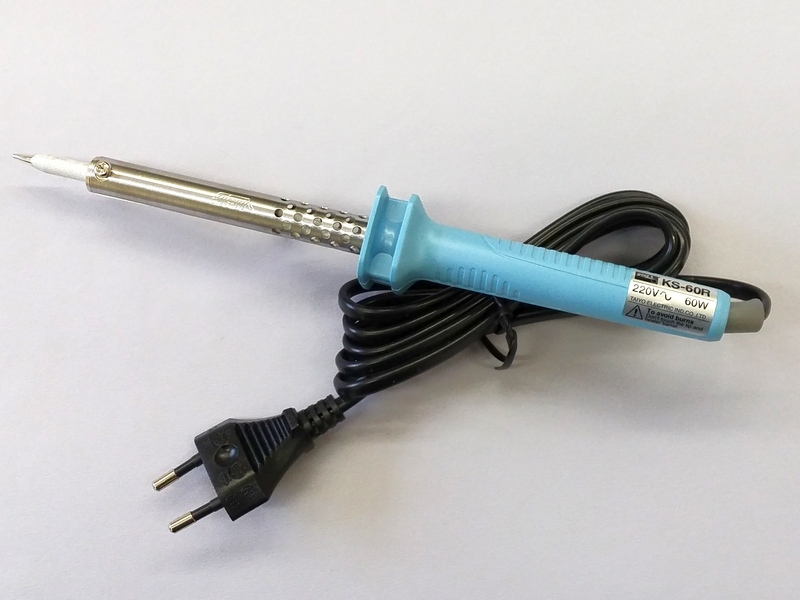
Elektrischer Lötkolben für Elektronikarbeiten

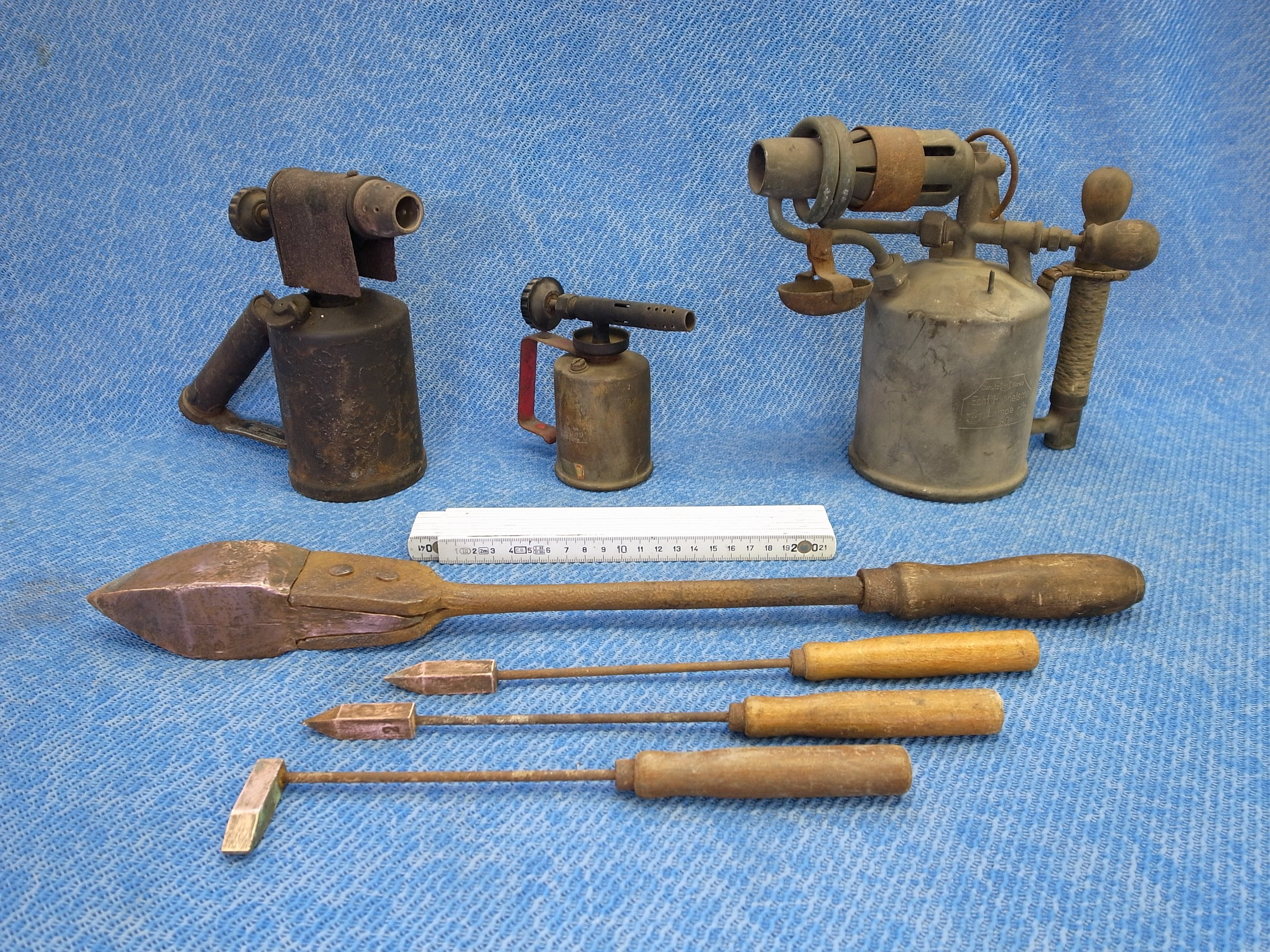
Historische Lötkolben (vorn) und Lötlampen (hinten)

Beim Löten mit dem Lötkolben (Handlöten) werden Metallteile und ein weiteres, niedrigschmelzendes Metall (das Lot, z. B. Lötzinn) erhitzt und die zueinander gebrachten Metallteile werden vom Lot benetzt und sind dann elektrisch und nach dem Erkalten auch mechanisch miteinander verbunden. Zum Handlöten ist ein Flussmittel als Hilfssubstanz erforderlich.
Lötkolben werden nur für das Weichlöten eingesetzt.
Hartlöten ist mit Kupferspitzen nicht möglich. Dazu, jedoch auch zum Weichlöten, werden auch Gasflammen oder Laser eingesetzt.

## Typen
Es sind elektrisch und mit Feuer beheizte Lötkolben bekannt. Letztere verwenden Gas oder Kohle.

### Feuerbeheizte Lötkolben

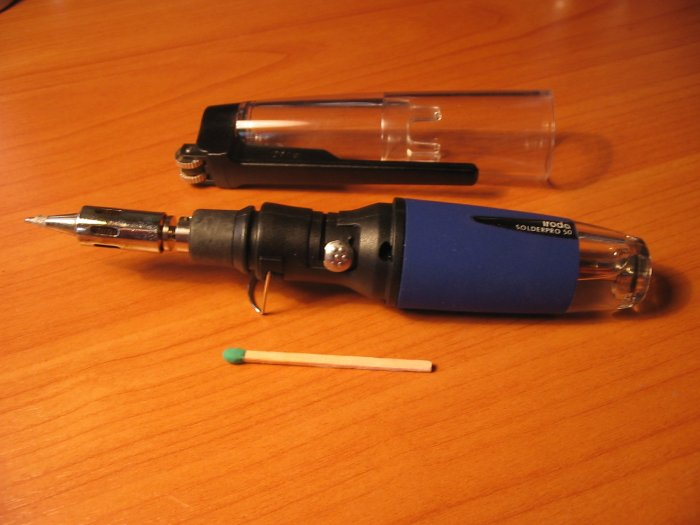
Gaslötkolben

Frühe Lötkolben haben oft Hammerform und bestehen aus einem 250 bis 1500 g schweren Kupferklotz mit Eisenstiel (schlechtere Wärmeleitung) und einem Holzgriff. Der Kupferklotz hat üblicherweise eine Schneide oder Finne, die das feinere Antragen von Wärme und Lot ermöglicht. Für noch feinere Arbeiten wurden Spitzkolben  verwendet (in der Abb.: 3. v. o.). Der Kolben wird mit der Lötlampe erhitzt, wobei sich das Kupfer schwärzt und dann in der Flamme wieder blank wird. Der Kupferklotz hat genügend Wärmekapazität, um auch größere Lötstellen zu bearbeiten.
Im Leitungsbau der Fernmeldetechnik wurden auch Kohlebecken verwendet. Sie hatten in etwa die Größe eines Schuhkartons und wurden mit Fett- oder Holzkohle befeuert. Wärmeisolierte Handgriffe (meist Holz) ließen einen Transport im Betrieb zu. Solche Kohlebecken waren vor der Erfindung der Lötlampe allgemein für Lötarbeiten üblich. Besonders bei Dacharbeiten bestand eine große Brandgefahr, wenn sie unvorsichtig gehandhabt wurden, konnte dies zu einer Entzündung des Dachstuhls führen.
Diese alten Lötkolben wurden wie auch andere große Lötkolben während des Betriebs regelmäßig durch Reiben auf einem Salmiakstein gereinigt.
Zum Reinigen der Lötstelle war Lötwasser (Zinkchlorid-Lösung mit überschüssiger Salzsäure) üblich.
Als Flussmittel dienten Kolophonium und Lötfett. Im Bereich der Wasserinstallation wurde zum Löten von Bleirohren auch Stearin, meist in Form einer Kerze verwendet.
Wenn das Zinn nicht mehr fließt, muss neu aufgeheizt werden. Später wurden gasbeheizte Lötkolben entwickelt, bei denen eine Gasflamme den Kupferklotz kontinuierlich erwärmt.

### Elektrische Lötkolben

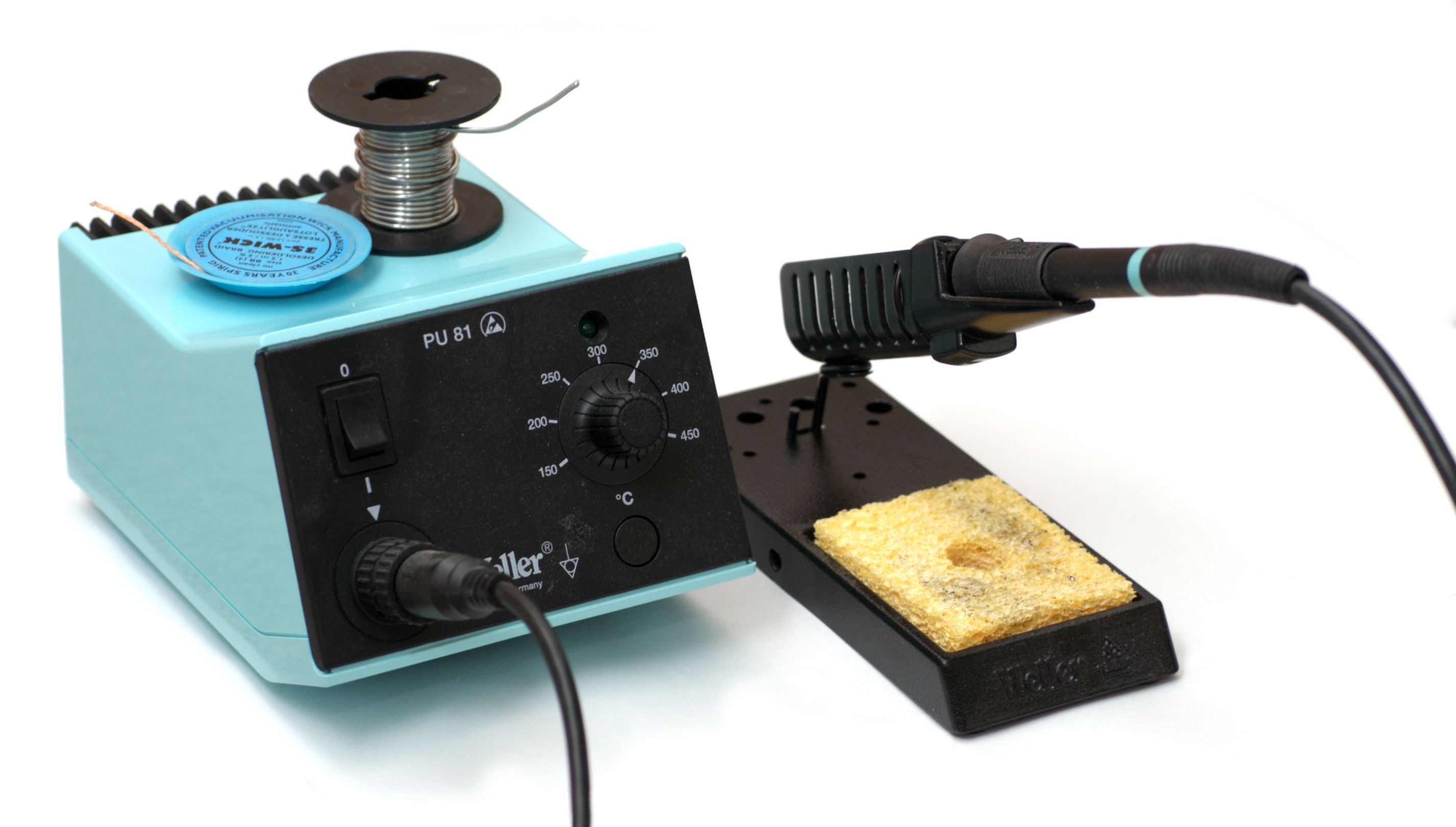
Lötstation mit Lötkolben, Stromversorgung, Lötkolbenhalter und Reinigungsschwamm

Aufbau einer Dauer-Lötspitze mit innenliegendem Heizelement

Ein elektrischer Lötkolben besteht aus einer meist auswechselbaren Lötspitze und einem Heizelement (Heizwendel oder Kaltleiter).
Das Heizelement umschließt bei einfachen Modellen die aus Kupfer gefertigte, am Schaft zylindrische Lötspitze. Solche Lötspitzen oxidieren im unbenetzten Teil und legieren ab im vom Lot benetzten Bereich. Sie sind daher austauschbar und wurden erforderlichenfalls zugerichtet (Klopfen, Feilen, Bürsten), um betriebsfähig zu bleiben. Später ging man dazu über, die Lötspitzen hohl zu fertigen und mit einer dauerhaften Schutzschicht zu versehen (Dauerlötspitze). Bei diesen Modellen ist das Heizelement zylinderförmig und befindet sich im Inneren der Lötspitze.
Die Stromversorgung erfolgt direkt aus dem Stromnetz oder mit Kleinspannung, die ein Netztransformator liefert.
Bei temperaturgeregelten Lötkolben wird die Heizung so gesteuert, dass eine Solltemperatur eingehalten wird. Die Temperatur wird entweder mit einem zusätzlichen, möglichst nahe der Spitze montierten Temperatursensor gemessen (Regler im Versorgungsteil), oder der temperaturabhängige elektrische Widerstand des Heizdrahts wird zur Temperaturbestimmung ausgewertet. Temperaturgeregelte Lötkolben sind besonders für das Löten von temperaturempfindlichen elektronischen Bauelementen nützlich.
Selbstregelnde Heizelemente haben eine im Bereich der Löttemperatur ausgeprägt steile Zunahme des spezifischen elektrischen Widerstandes; sie bestehen aus kaltleitendem Material. Durch sie fließt nach Erreichen der charakteristischen Temperatur fast kein Strom mehr. Beim Sinken der Temperatur steigt der Strom sofort an.
Bei elektromechanisch temperaturgeregelten Lötkolben gibt bei manchen Modellen (z. B. Magnastat von Weller) ein aus ferromagnetischem Material gefertigtes Element an der Lötspitze die Solltemperatur vor: ist die Lötspitze kalt, zieht das Element einen beweglichen Magneten an, der den Heizstrom einschaltet. Erreicht die Kappe ihre Curie-Temperatur, wird der Magnet nicht mehr angezogen, federt in seine Ruheposition zurück, und die Heizung ist wieder abgeschaltet. Die Curie-Temperatur ist eine feste, alterungsbeständige Eigenschaft des Kappenmaterials, die durch dessen Legierung fest voreingestellt ist.
Elektrische Lötkolben gibt es, je nach Aufgabengebiet, mit Heizleistungen ab etwa sechs Watt („Lötnadel“) (Mikrolötkolben) bis zu mehreren hundert Watt. Temperaturgeregelte Lötstationen sind oft sowohl für feine als auch für gröbere Arbeiten geeignet.

### Lötpistole

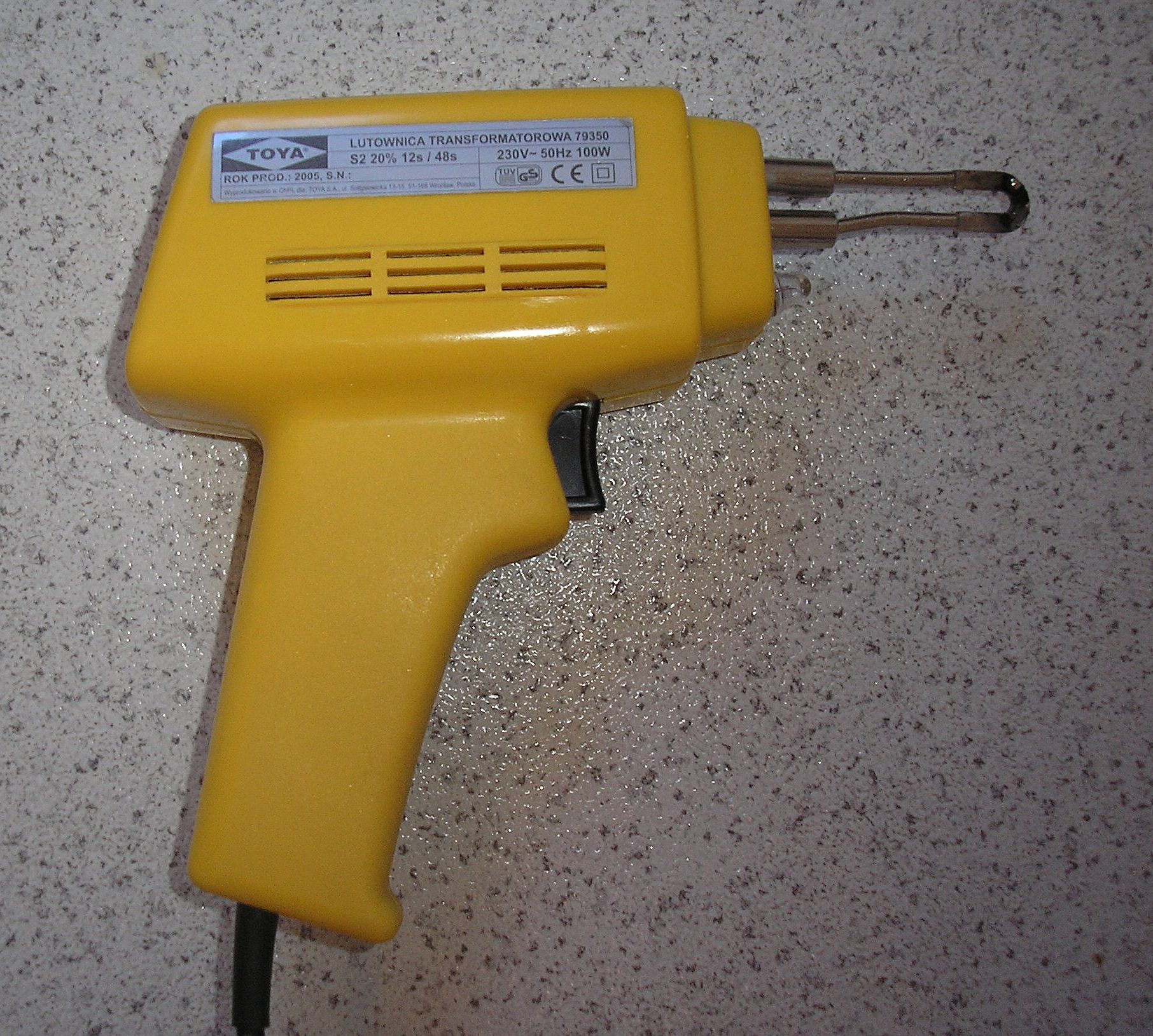
Lötpistole

Eine andere Bauform eines elektrischen Lötgerätes ist die nach ihrer typischen Form (s. Bild) benannte Lötpistole. Ihre auf eine Schlaufe verkürzte Heizwendel wird selbst als Lötspitze benutzt. Die Lötspitze wird also – anders als beim elektrischen Lötkolben – selbst vom Strom durchflossen. Aufgrund der Lötspitzenform (ein eher kurzer, dicker Leiter) ist ein hoher Strom bei niedriger Spannung erforderlich. Das erfordert dicke Zuleitungen. Um diese kurz zu halten, wird der zur Umspannung und galvanischen Trennung vom Lichtnetz benötigte Transformator ins Gerät integriert. Durch die Pistolenform bleibt das Lötgerät trotz seines vergleichsweise hohen Gewichts und Volumens handhabbar.
Lötpistolen haben gegenüber Lötkolben einer relativ kurze Anheizzeit von nur wenigen Sekunden. Sie werden daher durch einen im Handgriff befindlichen Taster nur für den Lötvorgang eingeschaltet. Die Geräte sind nicht für Dauerbetrieb geeignet. Lötarbeiten sind mit Lötpistolen nur eingeschränkt möglich, weil die Spitze einerseits prinzipbedingt nicht sehr spitz sein kann und andererseits keine große Wärmeleistung beziehungsweise Wärmekapazität für gröbere Arbeiten zur Verfügung steht.

## Lötspitze

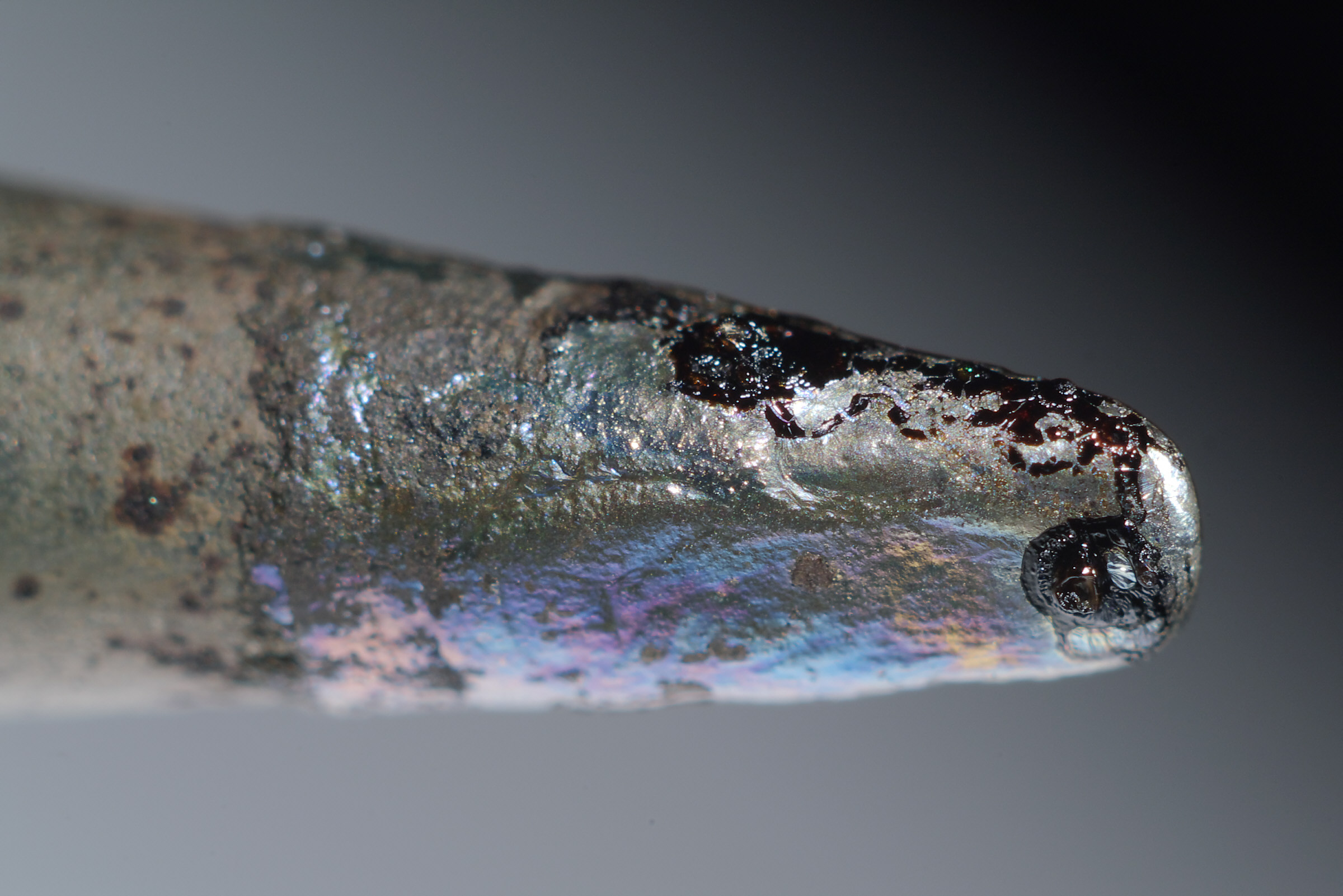
Nahaufnahme einer Dauerlötspitze mit Flussmittelresten

Lötspitzen bestehen aus Kupfer. Dieses legiert sich aber mit Zinn ab, d. h. die Lötspitze geht im Zinn in Lösung, sie wird narbig und muss abgefeilt werden. Bleifreies Lot löst Kupferspitzen schneller auf als bleihaltiges Lot.
Eine sogenannte Dauerlötspitze besteht aus einem Kupferkern zur Wärmeleitung und ist galvanisch mit einer Eisenschicht überzogen. Eisen wird verwendet, weil es mit Zinn benetzbar ist, aber sehr langsam im flüssigen Zinn ablegiert. Dadurch ist die Standzeit der Spitze größer. Die Spitze ist vorverzinnt. Der nicht benetzbare Teil wird mit einer Chrom- oder Nickel/Chromschicht gegen Korrosion geschützt. Wenn die Spitze unbenetzbar wird, hilft ein Salmiakstein bei höchster Lötkolbentemperatur. Eine Dauerlötspitze darf nicht mechanisch behandelt (abgeschliffen) werden. Dadurch wird die Eisenschicht zerstört und die Lötspitze ist unbrauchbar.
Die Art der Reinigung hängt vom Verwendungszweck ab. Lötspitzen für elektronische Bauelemente werden in der Regel mit einem feuchten Schwamm gereinigt. Säurehaltige oder andere chemisch aggressive Reinigungsmittel werden für solche Lötspitzen nicht verwendet.
Oxidation des Schaftes von Kupfer-Lötspitzen in der Heizpatrone verhindert unter Umständen deren Herausziehen. Abhilfe bringt regelmäßiges Sauberbürsten und Umwickeln mit etwas Haushalts-Alufolie.
Lötspitzen gibt es in unterschiedlichen Formen. Verbreitet sind zum Beispiel runde kegelförmige und flache Spitzen.

## Anwendung
Das Lötkolbenlöten oder Handlöten wird hauptsächlich für Reparaturarbeiten, zur Herstellung von Testmustern, bei der Produktion von Kleinstserien oder von Heimwerkern eingesetzt.
In der industriellen Produktion finden Lötverfahren wie das Wellen- bzw. Schwalllöten oder das Reflow-Löten Anwendung. Aber auch im Handwerk ist das zeitaufwendige Löten in vielen Bereichen durch mechanische Verbindungstechniken, wie z. B. Crimpen, Einpresstechnik, Wrappen und verschiedenste Klemm- und Stecktechniken verdrängt worden.
Um eine Lötverbindung zu lösen und von dem bindenden Metall zu reinigen, verwendet man zusammen mit dem Lötkolben meist Entlötlitze oder eine Entlötpumpe.

## Technische Kenndaten
Die technischen Kenndaten eines Lötkolbens sind seine elektrische Leistung in Watt, der Arbeitstemperaturbereich, der Typ der Klemmung am Kolbenende und die Geometrie der Lötspitze sowie der Halterungstyp.
Die elektrische Leistung eines konventionellen Lötkolbens reicht von etwa 15 bis 180 W, der Arbeitstemperaturbereich liegt in der Regel zwischen 150 und 480 °C. Von diesem hängt entscheidend die Art der verwendbaren Lote ab. Lötspitzen unterscheiden sich im Durchmesser und können in ihrer geometrischen Gestalt unterschiedlich ausgeführt sein.